# GAF Gliwice
Gliwicka Akademia Futsalu Omega Gliwice – polski klub futsalowy z Gliwic, występujący w Futsal Ekstraklasie, najwyższej klasie rozgrywek w Polsce.

## Historia
W sezonie 2011/2012 GAF Jasna Gliwice przystąpił do rozgrywek II ligi i w pierwszym sezonie awansował na zaplecze ekstraklasy. W sezonie 2012/2013 drużyna awansowała z II miejsca do ekstraklasy.

### Skład
| Nr               | Kraj      | Imię i nazwisko     |           |           |           |           |
| Bramkarze        | Bramkarze | Bramkarze           | Bramkarze | Bramkarze | Bramkarze | Bramkarze |
| ---------------- | --------- | ------------------- | --------- | --------- | --------- | --------- |
| 23               | Polska    | Michał Widuch       |           |           |           |           |
|                  | Polska    | Krzysztof Górka     |           |           |           |           |
|                  | Polska    | Miłosz Kocot        |           |           |           |           |
|                  | Polska    | Patryk Płaczek      |           |           |           |           |
| Zawodnicy z pola |           |                     |           |           |           |           |
|                  | Polska    | Piotr Łopuch        |           |           |           |           |
| 10               | Polska    | Dominik Śmiałkowski |           |           |           |           |
| 22               | Polska    | Damian Ficek        |           |           |           |           |
| 3                | Polska    | Karol Zdunek        |           |           |           |           |
|                  | Polska    | Konrad Podobiński   |           |           |           |           |
| 8                | Polska    | Maciej Mizgajski    |           |           |           |           |
| 7                | Polska    | Mateusz Habor       |           |           |           |           |
| 17               | Polska    | Marcin Kiełpiński   |           |           |           |           |
| 5                | Polska    | Tomasz Lutecki      |           |           |           |           |
| 6                | Ukraina   | Maksym Pautiak      |           |           |           |           |
| 33               | Polska    | Damian Rybitwa      |           |           |           |           |